# 나타샤 클라우스
나타샤 클라우스(Natasha Klauss, 1975년 6월 25일 ~ )는 콜롬비아의 우루과이·리투아니아·러시아계 배우이다.